# NGC 796
NGC 796 is een open sterrenhoop in het sterrenbeeld Kleine Waterslang. Het hemelobject werd op 18 september 1835 ontdekt door de Britse astronoom John Herschel.

## Synoniemen
- ESO 30-SC6